# Грађански немири у Албанији 1997.
Грађански немири у Албанији 1997. били су изазвани неуспехом пирамидалних шема у Албанији убрзо након транзиције на тржишну привреду. Влада је срушена и више од 2.000 људи је убијено. Разни други извори такође описују насиље које је уследило као побуна која је постепено ескалирала у грађански рат.
До јануара 1997. грађани Албаније, који су изгубили укупно 1,2 милијарде долара, изашли су на протесте на улице. Почевши од фебруара, хиљаде грађана покренуло је свакодневне протесте тражећи надокнаду новца од Владе, за коју су веровали да је профитирала од тих шема. Председник Владе Александер Мекси је 1. марта поднео оставку, а 2. марта председник Сали Бериша прогласио је ванредно стање.
Након што је побуна окончана, део оружја опљачканог из касарни и залиха Војске Албаније набавила је Ослободилачка војска Косова, а многа су послата у рат на Косову и Метохији који је уследио.